# سوسیس بندری
سوسیس بندری یا خوراک بندری، یکی از غذاهای ایرانی است. که بیشتر در مناطق جنوبی ایران تهیه و جزء غذایی نیمه‌فوری محسوب می‌شود.
مواد تشکیل‌دهنده این غذا شامل سوسیس، پیاز، رب گوجه‌فرنگی، نمک، فلفل سیاه و ادویه‌جات مانند ادویه کاری و سیب زمینی است.
سوسیس بندری باید تند و داغ سرو شود. این غذا معمولاً با نان ساندویچی، سس تند و سالاد سرو می‌شود.
این غذا در ساندویچی‌ها معمول است.

## مواد اولیه
- سوسیس (کوکتل)
- پیاز
- رب گوجه فرنگی
- فلفل سیاه یا قرمز
- روغن
- نمک
- سیب‌زمینی (اختیاری)

طرز تهیه
پیازها را به‌طور متوسط که نه خیلی ریز باشند و نه خیلی درشت خرد می‌کنیم و به همراه مقداری روغن داخل تابه می‌ریزیم. کمی پیاز را تفت می‌دهیم تا نرم شود. پس از اینکه پیازها نرم شدند سیب زمینی و سوسیس را به تابه اضافه می‌کنیم.
در مرحله پایانی نمک، فلفل سیاه و رب گوجه فرنگی را به دیگر مواد اضافه می‌کنیم. مواد را خوب مخلوط می‌کنیم تا رب گوجه فرنگی به خورد مواد برود. پس از اینکه سوسیس بندری آماده شد آن را به همراه گوجه فرنگی، خیارشور و سس تند سرو می‌کنیم.